# Aus-Rotten
Az Aus-Rotten egy amerikai, 1992-től 2001-ig tevékenykedett punkegyüttes volt. Crust punkot, hardcore punkot és anarcho-punkot játszottak. Nevük szójáték a német "ausrotten" szóval, amely kiirtást jelent. Tagok: Dave Trenga - ének, Eric Good - gitár, éneklés, Matt Garabedian - dobok, Corey Lyons - basszusgitár, Adrienne Droogas - ének (1999-től 2001-ig). 1992-ben alakultak meg Pittsburgh-ben. Zenei hatásukként főleg a Black Flaget, Crass-t, Subhumans-t jelölték meg. Diszkográfiájuk egy demót, két EP-t, három stúdióalbumot, egy válogatáslemezt és egy split lemezt tartalmaz. 2001-ben feloszlottak.

## Diszkográfia
- We Are Denied, They Deny It (demó, 1992)
- Anti-Imperialist (EP, 1993)
- Fuck Nazi Sympathy (EP, 1994)
- Aus-Rotten / Naked Aggression (split lemez, 1994)
- The System Works for Them (stúdióalbum, 1996)
- Not One Single Fucking Hit Discography (válogatáslemez, 1997)
- ...And Now Back to Our Programming (stúdióalbum, 1998)
- The Rotten Agenda (stúdióalbum, 2001)